# 金岩石站
金岩石站（韓語：금바위역）是朝鮮民主主義人民共和國咸镜北道清津市青岩区域金岩石洞的一個鐵路車站，属于平罗线。

## 历史
- 1945年1月31日，落成使用。

## 邻近车站
平羅線
青岩站 - 金岩石站 - 胜院站